# さいすくい
さいすくいは、大分県中津市上宮永の貴船神社にて行われる秋祭り。「さい」とは「魚」のことである。祭りが行われる上宮永付近は穀倉地帯であり、水（雨）の神様を祀った貴船神社に今年の豊穣を感謝する祭りとなっている。

## 祭りの日程
例年11月下旬の土曜日または日曜日に行われる。

## 祭りの概要
祭りの主役は地区の少年たちである。
白ふんどしにはちまき姿で口に白い紙をくわえた少年たちは、まず本殿でお祓いを受け、そののち神社の下を流れる幅約2m・深さ約30cmの蛭川（ひるがわ）に入る。
川にはあらかじめ体長10～20cmほどの小ブナが100匹程度放流されており、ざるを手にした少年たちはその小ブナをすくって神前に供える。